# Скрытоглавы (род)
Скрытоглавы (лат. Cryptocephalus) — род жуков из подсемейства скрытоглавов в семействе листоедов, насчитывающий только в одной Палеарктике более 660 таксонов. Встречаются всесветно. В ископаемом виде род известен из балтийского и доминиканского янтарей.

## Описание
Довольно многочисленная группа насекомых, содержит несколько трудно различимых между собой видов и виды-двойники (например, не так давно открытый вид Cryptocephalus bameuli Duhadelborde, 1999 и Cryptocephalus flavipes Fabricius, 1781).
Усики нитевидные. Коготки без зубца при основании.

## Систематика
Некоторые виды:
- Cryptocephalus androgyne Marseul, 1875
- Cryptocephalus anticus Suffrian, 1848
- Cryptocephalus aureolus Suffrian, 1847 nec Seidlitz, 1875
- Cryptocephalus bahilloi López-Colón, 2004
- Скрытоглав двупятнистый (Cryptocephalus biguttatus (Scopoli, 1763))
- Cryptocephalus bilineatus (Linnaeus, 1767)
- Скрытоглав двухточечный (Cryptocephalus bipunctatus (Linnaeus, 1758))
- Cryptocephalus chrysopus (Gmelin, 1788)
- Cryptocephalus cordiger (Linnaeus, 1758)
- Скрытоглав лещинный (Cryptocephalus coryli (Linnaeus, 1758))
- Cryptocephalus decemmaculatus (Linnaeus, 1758)
- Cryptocephalus distinguendus Schneider, 1792
- Cryptocephalus elegantulus Gravenhorst, 1807
- Cryptocephalus exiguus Schneider, 1792
- Cryptocephalus flavipes Fabricius, 1781
- Cryptocephalus frontalis Marsham, 1802
- Cryptocephalus fulvus Goeze, 1777
- Cryptocephalus hypochoeridis (Linnaeus, 1758)
- Cryptocephalus labiatus (Linnaeus, 1761)
- Скрытоглав зверобойный (Cryptocephalus moraei (Linnaeus, 1758))
- Cryptocephalus nitidulus Fabricius, 1787
- Cryptocephalus nitidus (Linnaeus, 1758)
- Cryptocephalus ocellatus Drapiez, 1819
- Скрытоглав восьмиточечный (Cryptocephalus octopunctatus (Scopoli, 1763))
- Cryptocephalus pallifrons Gyllenhal, 1813
- Cryptocephalus parvulus O.F.Müller, 1776
- Скрытоглав жёлтый сосновый (Cryptocephalus pini (Linnaeus, 1758))
- Cryptocephalus populi Suffrian, 1848
- Cryptocephalus punctiger Paykull, 1799
- Cryptocephalus pusillus Fabricius, 1777
- Cryptocephalus pygmaeus Fabricius, 1792
- Cryptocephalus quadripustulatus Gyllenhal, 1813
- Cryptocephalus querceti Suffrian, 1848
- Cryptocephalus rufipes (Goeze, 1777)
- Скрытоглав шелковистый (Cryptocephalus sericeus (Linnaeus, 1758))
- Cryptocephalus sexpunctatus (Linnaeus, 1758)
- Cryptocephalus signatifrons Suffrian, 1847
- Cryptocephalus vittatus Fabricius, 1775